# Patrick Leonardo Carneiro da Silva
Patrick Leonardo Carneiro da Silva (sinh ngày 23 tháng 8 năm 1990) là một cầu thủ bóng đá người Brasil hiện đang thi đấu ở vị trí tiền đạo. Anh từng thi đấu tại Việt Nam cho Than Quảng Ninh và Thành phố Hồ Chí Minh vào năm 2021.